# اوتسن
اوتسن (به آلمانی: Oetzen) یک شهر در آلمان است که در روشه واقع شده‌است. اوتسن  ۱٬۳۳۹ نفر جمعیت دارد.